# Histiée (Eubée)
 (juin 2018).
Pour les articles homonymes, voir Histiée (homonymie).
Histiée ou Istiée est une ancienne ville maritime antique, place forte et puissante située au nord d'Eubée appelée jadis Talantia. La ville est située aux environs du cap Cénée (aujourd'hui Cap Lichada) sous le mont Téléthrios, près de l'embouchure du fleuve Callas. Elle est la capitale de la province d'Histiaeotis qui s'étendait jusqu'à Artémisium et vers le promontoire de Cénée. Histiée deviendra Oréos ou Oréum, appellation venant, selon Strabon d'Oros, qui signifie montagne. Les Ellopiens vivant dans les environs étaient des montagnards que l'on appelait « oritœ ». La ville est mentionnée dans l’Iliade par le poète grec Homère pour ses riches vignobles.
Le nom ΙΣΤΙ est gravé sur les monnaies retrouvées, ou ΙΣΤΙΑΙΕΩΝ sur les textes ou inscriptions lapidaires. Vers l'an 445 av. J.-C., les clérouques occupent la cité Histiée, ainsi que sa voisine Oreos (Orée, Oreum, Oreus, Ôrëus ou Horœus).
Les anciens auteurs, nomment la même localité, soit Histiée, soit Oréos, en certifiant qu'Oreos a succédé à la cité préexistante. A d'autres époques, ils identifient deux villes distinctes, Histiée, ville homérique aux raisins abondants, située dans la plaine et Oreos fortifiée, située sur la montagne, en bord de mer au pied des montagnes du cap Lithada (antique Cenaeum).
Certains historiens avancent plusieurs théories. Oreos, et ses habitants les Oritœs étaient initialement séparés des Histiens, mais, ne pouvant résister aux Ellopiens, ils trouveront refuge auprès des Histiens (ou Histiœenses). Les deux cités, seront nommées indistinctement  Histiœa ou Oreos,  comme Sparte sera aussi nommée Lacédémone. Les Histiens se révoltent contre les Athéniens en 445 av. J.-C., et leur ville sera reprise par Périclès. Ses habitants seront expatriés et remplacés par plus de 2 000 Athéniens. Oreos, restée fidèle à Athènes, entrainera la réunion des deux cités, par la tyrannie de Néogène, puis celle de Philistidès, après la bataille de Leuctres. Les noms d'Histiée, et d'Ellopiens, souvent cités par les historiens, disparaissent.
Aristote affirme que la ville d'Oréos fut détruite par Heracléodore, dignitaire archonte, et que Histiée, après les guerres médiques, fut détruite à cause de deux frères, qui se partagèrent la fortune, et ruinèrent son peuple.
Selon Strabon et Conon, les premières colonies athéniennes, sur l'île d'Eubée, se forment avant l'arrivée de Xouthos. Les fils d'Érechthée, rejetés par le pouvoir, cherchent refuge sur l'île d'Eubée. Thespios, un des fils d'Érechthée, fonde la Thespie selon Pausanias. Eustathe, affirme que cette ville est fondée par Thespios fils de Teuthras et petit-fils de Pandion. Ellops, fils d'Ion (selon la mythologie), entraîne une forte migration athénienne et fonde la ville d'Ellopia, sur la province appartenant aux Histiéens. Homère indique que ces colons se sont établis sur Hestiée, à Corinthe, à Édepse et à Oropiœ,.
Une ville nommée Histiée et son district Histiœotide situés sur la région nord de l'île étaient, selon Strabon, donnée également à une ville du nord de la Thessalie par des colons Histiéens émigrés, chassés par les Perrhœbes.